# Mangovec
Mangovec (znanstveno ime Mangifera) je vedno zeleno drevo, ki zraste tudi več kot 30 metrov visoko. Koščičasti sadeži z drevesnih vej visijo na dolgih vejicah oziroma pecljih in se včasih skoraj dotikajo tal.

## Gojenje
V Aziji ga gojijo že več kot 4.000 let, njegova pradomovina pa naj bi bila Indija. Portugalci so okoli leta 1700 mango odnesli v južno Afriko in Brazilijo.
Mango danes gojijo v deželah s tropskim in subtropskim podnebjem.

## Sadež
Mango je eden najbolj priljubljenih in razširjenih tropskih sadežev, saj poleg tega da je okusno sadje, vsebuje tudi veliko vitaminov.
Poznamo več kot tisoč sort manga, ki se med seboj razlikujejo po barvi in obliki. Sadeži so lahko zeleni, rumeni, oranžni ali rdečkasti; običajno so rdečkasti na tisti strani, ki je obrnjena proti soncu.
Po obliki razlikujemo okrogle in jajčaste mange, nekatere sorte pa spominjajo na obliko srca. Sočivje je oranžnorumeno, v sredini pa je velika koščica. Mangovo gladko in mehko sočivje je sladko in zelo sočno, saj vsebuje veliko vode, zato je to sadje zelo osvežilno. Vsebuje veliko provitamina A, vitamine B3, B5, B6, C in E, baker, mangan, magnezij, kalij in cink.

## Uporaba manga
V Aziji ima mango podobno vlogo kot na Slovenskem jabolko, saj ga uporabljajo tudi pri pripravi številnih slaščic. V Sloveniji lahko mango kupimo skoraj vse leto, največ ga trgovci prodajo pozimi, ko je na voljo manj domačega svežega sadja. 
Mango uživamo svež v sadnih solatah, pretlačenega pa zmešamo z jogurtom ali mlekom ter napitek izboljšamo z dišavnicami. Zelo znan je mangov chutney, ki spominja na marmelado, a je močno začinjen. Narezan ali pretlačen mango tekne tudi k mesu, zlasti perutnini, in ribjim jedem.

## Vrste
Mangifera altissima

Mangifera applanata

Mangifera caesia

Mangifera camptosperma

Mangifera casturi

Mangifera decandra

Mangifera foetida

Mangifera gedebe

Mangifera griffithii

Mangifera indica

Mangifera kemanga

Mangifera laurina

Mangifera longipes

Mangifera macrocarpa

Mangifera mekongensis

Mangifera odorata

Mangifera pajang

Mangifera pentandra

Mangifera persiciformis

Mangifera quadrifida

Mangifera siamensis

Mangifera similis

Mangifera swintonioides

Mangifera sylvatica

Mangifera torquenda

Mangifera zeylanica